# Ouragan Philippe (2005)
Pour l’article homonyme, voir Cyclone tropical Philippe.
L'ouragan Philippe a été le 16e cyclone tropical et le 9e ouragan de la saison cyclonique 2005 dans le bassin de l'océan Atlantique. C'est la première utilisation de ce nom pour un ouragan et troisième utilisation de la lettre P pour un cyclone tropical de l'Atlantique nord, les deux précédents ayant été les tempêtes tropicales Pablo, en 1995, et Peter, en 2003.

## Chronologie
Le 9 septembre 2005, une onde tropicale s'éloigne des côtes africaines en direction de l'ouest. Le 13 septembre, la perturbation s'organise. Le 17, la dépression tropicale 17 se forme à partir de cette onde, à 650 km à l'est de la Barbade. Le soir, elle devient la tempête tropicale Philippe et se dirige vers le nord.
Philippe devient ouragan tard le 18 septembre, en se renforçant. Cependant, du vent cisaillant d'altitude provenant des restes de l'ouragan Rita freine son développement. Le 20, Philippe redevient tempête tropicale et son intensité continue de décroître, ses vents n'ayant jamais atteint plus de 130 km/h, malgré des prévisions annonçant son renforcement.
Philippe s'enroule alors autour de son centre et le 22 septembre, en se dirigeant vers les Bermudes, il redevient dépression tropicale et se dissipe dans les jours suivants.

## Bilan
N'ayant atteint aucune terre habitée, l'ouragan Philippe n'a fait ni dégâts ni victimes.